# Kalandsbruderschaft in Werl

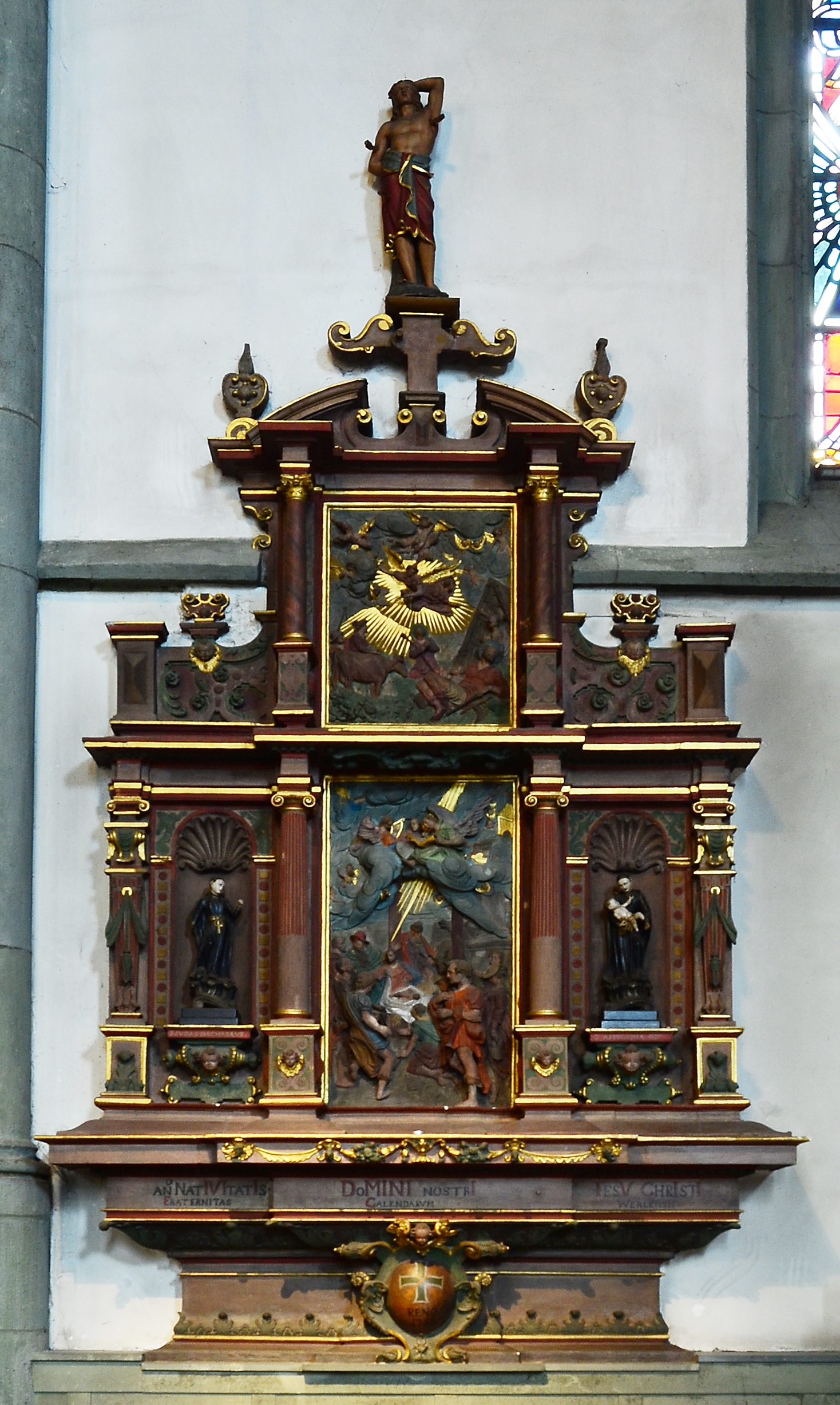
Altar der Kalandsbrüder aus dem 17. Jahrhundert in der Propsteikirche in Werl

Die Kalandsbruderschaft in Werl war eine mittelalterliche Kalandsbruderschaft wohlhabender Bürger Werls zum Zweck der Pflege von christlicher Geselligkeit, karitativer Aufgaben, des gemeinschaftlichen Gottesdienstes und der Sorge für ein feierliches Begräbnis.

## Geschichte

### Bruderschaft
Ein Gründungsdatum ist nicht überliefert, in einer Urkunde von 1419 wurde die Bruderschaft bei der Beurkundung von Rechtsgeschäften erwähnt, sie hat allerdings schon vorher existiert. Der Kaland stellte einen gesellschaftlichen Faktor von besonderer Bedeutung dar, da auch Frauen Mitglied sein konnten. Für 1524 sind 21 weibliche Mitglieder belegt. Die Führung oblag immer einem Dechanten, das Vermögen wurde von Kämmerern, die teilweise Laien oder Geistliche waren, verwaltet. Von diesen wurden auch die Kalandsbücher geführt. Die Bruderschaft war eine überpfarrliche Einrichtung, sie unterstand nicht der Leitung und Aufsicht des Pfarrers zu Werl.
Die Brüder versammelten sich zum Kalandstag häufig auch für mehrere Tage. Die Bewirtung oblag den jeweils benannten Schaffnern, die in Werl auch hospites genannt wurden. Sie mussten die Mitglieder auf eigene Kosten bewirten und durften sich anschließend durch eine Sammlung schadlos halten.
Am Vorabend wurde vor gestifteten Altären die Vesper von der Muttergottes und danach das Totenoffizium einschließlich der Laudes gesungen. Danach zogen die Brüder in einer Prozession über den Friedhof zum Beinhaus. Danach versammelte man sich in einem Gasthaus, wo nach dem Essen abwechselnd die Psalmen Miserere und De profundis mit der Oratio missa pro defunctis gebetet wurden. Die Fürbitte für die Toten hatte einen hohen Stellenwert. Am folgenden Tag wurde um sechs Uhr am Morgen die Matutin vom Sonntag gehalten. Anschließend wurde eine Messe für die Toten und eine für die Muttergottes gelesen. Danach ging es noch einmal in einer Prozession zum Beinhaus, das vermutlich in der Nähe des Turmes der Propsteikirche stand. Eine dritte Prozession mit dem Allerheiligsten erfolgte vor dem Hochamt, bei dem jeder Bruder eine Geldspende zu entrichten hatte. Von diesem Geld wurden die Messen und vier große Wachslichter bezahlt.
Im Kalandsbuch von 1620 wurden die Mitglieder angehalten, einen Florin zu entrichten, um nach dem eigenen Tod Fürbitten in reichlichem Maße zu sichern. Das Totengedächtnis, an dem alle Brüder teilzunehmen hatten, wurde vor dem Kalandsaltar gehalten. Man müsse einem anderen fromm gewähren, was man nach dem eigenen Tode selber in den Flammen des Fegefeuers zu empfangen wünsche.
Die Kalandsbruderschaft erlosch in der Mitte des 18. Jahrhunderts.

### Entdeckung des Kalandsaltares
In der Propsteikirche St. Walburga wurde 1956 der sogenannte Schützenaltar renoviert. Nachdem über dem Sockel über der Predella jüngere Farbschichten abgetragen wurden, wurde eine in dunkler Farbe gemalte Inschrift sichtbar. Die Jahreszahl ist nicht mit letzter Sicherheit entziffert und lautet vermutlich 1620. Darunter sind die Worte Fraternitas Calendarium zu lesen; somit ist der Altar nicht, wie über hundert Jahre vermutet, der Schützen-, sondern der Kalandsaltar. In einem überlieferten Festkalender aus dem 17. Jahrhundert ist ein Altar der Kalandsbrüder zur hl. Appolonia erwähnt.

## Bedeutende Kalandsbrüder
- Gerhard Kleinsorgen (1530–1591)
- Jorgen Bock, im 16. Jahrhundert mehrfach Bürgermeister in Werl und Kämmerer der Kalandsbruderschaft.
- Johann Kaspar Christian von Mellin (1664–1723), Bürgermeister in Werl und Sälzeroberst der Erbsälzer